# Hladilni stroj
Hladílni stròj je toplotni stroj, s katerim prenašamo toploto s hladnejšega telesa na toplejše telo ob dovajanju dela. Hladilni stroj temelji na enakih termodinamskih načelih kot toplotni delovni stroj, le da je krožni proces obrnjen. Nasproten je tudi namen: pri toplotnem delovnem stroju želimo iz toplote ali goriva pridobiti delo, pri hladilnem stroju pa vlagamo delo, da črpamo toploto. Hladilni stroj je bistveni sestavni del gospodinjskega hladilnika ali klimatske naprave. Toplotna črpalka je v načelu enaka hladilnemu stroju, le da je namen toplotne črpalke pridobiti čim več toplote pri višji temperaturi, namen hladilnega stroja pa izčrpati čim več toplote iz hlajenega prostora. V obeh primerih je nujno v stroj dovajati mehansko delo ali električno energijo, saj samodejen pretok toplote s hladnejšega telesa na toplejše telo po drugem zakonu termodinamike ni možen.
Praktično sta v uporabi dve vrsti hladilnih strojev:
- kompresorski hladilni stroji in
- absorbcijski hladilni stroji.

Kompresorski hladilni stroj temelji na obrnjenem termodinamskem krožnem procesu z delovno snovjo stalne kemične sestave. Absorbcijski hladilni stroj temelji na termodinamskih procesih pri mešanju in ponovnem ločevanju mešanice dveh delovnih snovi. Pri absorbcijskem hladilnem stroju dovajamo le malo dela za pogon obtočnih črpalk, sam temodinamski proces črpanja toplote pa dosežemo z dovajanjem toplote pri višji temperaturi. V termodinamiki pripisujemo toploti pri visoki temperaturi možnost opravljanja dela, ki se izraža z eksergijo.
Večina kompresorskih hladilnih strojev kot delovno sredstvo uporablja hlapljivo snov, možen pa je tudi kompresorski hladilni stroj z zrakom kot delovnim sredstvom. Delovanje hladilnega stroja temelji na spoznanju, da je za pretvorbo kapljevine v plinasto agregatno stanje potrebna izparilna toplota. Izparilno toploto naprava črpa iz hlajenega prostora, zaradi česar se ta ohlaja. Hladilno sredstvo, ki izpareva v hladilnikih je navadno freon. Dovoljene so le hladilne snovi, ki ne škodujejo ozonskemu plašču.
Kompresor (4) stisne plinasto hladilno sredstvo. Pri tem se snov, še vedno kot para, segreje. Toploto pri tej višji temperaturi odvede kondenzator (1) s hladilnimi rebri, pri čemer hladilno sredstvo preide v tekoče agregatno stanje (kaplejevino). Kapljevina pri višjem tlaku po ceveh teče proti izparilniku. Na dovodni cevi v izparilnik je šoba ali zožitev cevi (2), kjer se tlak hladilne snovi  hipoma zniža. Hladilna snov, še vedno kapljevina, a pri nizkem tlau, se v izparilnku upari (3). Uparilna toplota prihaja iz prostora, kjer je izparilnik, to pa je najhladnejši del hladilnika ali klimatske naprave. Z uparjanjem hladilnega sredstva se krog zaključi. Obtok pa poganja kompresor, ki ga moramo poganjati z električno energijo ali na kak drug način.
V absorpcijskem hladilnem stroju je amonijak raztopljen v vodi. Raztopino segreva grelnik, pri čemer plinasti amonijak uhaja. Ko se nad gladino vode nabere dovolj plinastega amonijaka, naraste v tem delu tlak do takšne vrednosti, da se amonijak utekočini. Sproščena toplota se odvaja preko hladilnih reber. Amonijak nato teče do prostora, ki ga želimo ohladiti, se na tem mestu razpne in izpari. Izparilno toploto odvzame prostoru, ki ga hladimo. Nato pride v absorber, kjer se spet raztopi v vodi. Voda z raztopljenim amonijakom potuje nazaj proti grelniku in takoje krog sklenjen.